# Videocracia
Se denomina Videocracia al poderío de las imágenes sobre la opinión pública contemporánea. Las sociedades actuales están sumamente influenciadas por como las impactan la TV, el cine, Internet, y la publicidad. Las imágenes de las puestas en escena que ejercen los intereses privados, los gobiernos, y los políticos, se adscriben centralmente en la noción de videocracia. La «política mediática», el «marketing», las «sociedades de consumo», son otros tantos componentes que están involucrados en el enfoque periodístico y sociológico que dio origen al término. Otros neologismos, como «mediocracia», «telecracia», «teledemocracia», y «telepopulismo», pueden ser considerados como sinónimos de "videocracia". Estos términos se emplean para describir las derivaciones comunicacionales y políticas basadas en las sensaciones que produce el espectáculo mediático, lo que relega la exposición de ideas y proyectos que cuenten para un debate público y democrático.

## Emociones cautivantes
La videocracia es la conducción de los asuntos comunes en un mundo centrado con desenfreno en el hecho del avistaje televisivo. Es exponente mayúsculo de la cultura audiovisual, se asienta en ella. Pero al orden de las imágenes no le son ajenos los conceptos, valores, reflexiones, creencias y simbolizaciones; puede que le sean complementarios y moderadores, como factores que lo potencien mediante las categorizaciones del pensamiento y sus abstracciones. Pues toda comunicación exige un contexto ("configuración contextual" no es sino otra forma de referirse a la "gramática"), sin contexto no hay significado, y los contextos confieren significado porque hay una clasificación de los contextos, (BATESON:16). En general, hacen al mundo más inteligible, las convergencias del orden audiovisual con las del pensamiento conceptual, y se empareja esencialmente, al juntarse ambos órdenes, el relato de la realidad posible, unificándolo para nuestra comprensión. Las relaciones que con la realidad tendemos son relaciones de conocimiento, si éste es certero y al comunicarlo lo hacemos verídicamente, hacemos entonces una doble verdad; nos vinculamos en la verdad por ambos carriles: con los hechos del mundo, e interpersonalmente. Y aunque nos sea ausente el conocimiento preciso de la realidad, están presentes las definiciones por la verdad o por el engaño, en el relato sociocultural del mundo que compartamos. Si se nos induce falazmente a error con representaciones de la realidad deliberadamente mendaces, esto ataca nuestra probable justeza para conducirnos; se nos despoja de las posibles visión y comprensión nuestras sobre nuestro propio existir y sobre los fenómenos del mundo, (DURANDIN:20).
Los mensajes de la pantalla televisiva provienen de agentes con suficiente dominio de una aparatología costosa; un poderío socioeconómico con preponderancia jerárquica, que puede tornar en admirables para cierta clientela, a través de la identificación emocional con figuras exitosas, a los agentes y a sus canales. Con ese seguimiento admirativo, se facilita a los televisadores el despertar de convenientes emociones y sentimientos en el público. Siendo los factores emocionales, por otra parte, lo condicionante en todo receptor de mensajes, para hacerse cargo o no de ellos, en todos los casos de libre determinación comunicativa. Se puede afirmar acerca de la importancia de las emociones, y para ser un poco completos, que la primera interpretación nuestra de la realidad está constituida por una mezcla de sentimientos personales o sociales concretos, no se nos aparecen los hechos como conceptos, sino por intuiciones; no a través del medio del pensamiento sino de elementos emotivos contenidos en las formas sensibles, (CASSIRER).
La concreción de imágenes en las pantallas electrónicas, desde su aspecto técnico, ya ejerce en quienes las miran una inducción cautivante. Esto se debe a la intermitencia o rápido parpadeo lumínico (50 cambios de imagen fija por segundo en los televisores), factor que atrae y dociliza neuronalmente, desde un principio, a la atención de los espectadores, (ESPASACalpe). Las capacidades reflexivas de quien consume TV, se disminuyen instantáneamente, por el mismo acto de mirar a la pantalla, (De BIASE:68). La vista de imágenes en pantalla, es abordable comunicativamente como un mensaje marcador de contexto; el medio de la TV opera como un mensaje conativo (¡esto es lo que usted debe ver!). Se dirige hacia algún tema seleccionado la atención del público (establecimiento de agenda); y a los telespectadores se le definen sus 'aprontamientos'. En otras palabras: se priorizan ciertos criterios condicionantes con los que el público ha de formarse opiniones y juicios acerca del tema establecido en la agenda del medio, (SARTORI:106). Los procedimientos selectivos ("agenda setting" y "priming") están constatables también en la regulación que administran los recursos de mayor empleo para el uso de la Redópolis, p.ej: en los portales de noticias. Una tarea a cumplir sería la averiguación precisa sobre si acontece algo semejante con las redes sociales y buscadores: "una tecnocracia convertida en totalitaria que plasma todo y a todos a su imagen y semejanza", (SARTORI:130).

## Distorsiones y acercamientos
Es importante destacar, sobre la representación a través de imágenes, que es conservadora de consolidamientos, "naturaliza" un cierto orden de cosas, parece que la realidad hubiese producido de forma espontánea la escena representada: "así es cómo está el mundo". Mientras que la validez del carácter de esos avistajes, como lo que son: signos de una cultura condicionada y condicionante, se enmascara a través de la desinformación conceptual. No se captan y transmiten hechos dados, el sentido que se representa proviene de una construcción de esos hechos. La pretendida objetividad de las imágenes es mayormente una desintelectualización; la carencia de una certera contextualización social, histórica y política, reprime en los espectadores sus posibilidades creativas socioculturales hacia interpretaciones que construyan otro sentido, diferente del establecido e imperante. El suministro distorsivo de la realidad, mucho más cuando es sistemáticamente reiterado, es puntal para el dirigismo: hace a la imagen ficticia del mundo que se vaya a formar el público, (De BIASE:71,136). Se trata sin duda de una paradoja histórica importante: las tecnologías desarrollan la difusión de la información, y al mismo tiempo se las dota con más medios para que se distorsione una justa visión del mundo, (BARTHES). Yendo más allá, es mucho más interesante el evitar distorsiones y mentiras, aún en los ámbitos enmascaradores; porque en general (a)es más sencillo decir la verdad que construir una mentira; porque (b)se corren menos riesgos de sufrir desmentidas y avergonzamientos; porque (c)a las personas engañadas se les restan o deterioran facultades (a esa gente en algún momento se la puede necesitar con todas sus plenitudes); y porque (d)con enunciaciones verdaderas se gana cierta credibilidad, (DURANDIN:23).
La libertad de la gente tiene como condición la posibilidad del desarrollo conceptual en cada persona. Las imágenes de la soltura caricaturesca y de la resolución exitosa de problemas son algo distinto de una libertad real; son denotaciones visuales tendientes a crear la ilusión de una plenitud libre. El empleo de conceptos es más trabajoso y transmisiblemente más lento, pero provee a la libertad con un sentido verdadero y la contextualiza, (SARTORI:48). Consolidan un buen sentido y hay que tomar en cuenta, sin embargo, los aportes esclarecedores de las palabras escritas u orales que dirijan al público los televisantes. En esto mismo, las voces y los gestos de una personalidad destacada que nos suministran la televisación o el dispositivo multimedia, franquean la conexión corporal de la persona elegida con sus razonamientos. Los espectadores reciben por pantalla los índices que a través de un texto escrito no les llegan, y esto hace mucho para un acercamiento; al aclararse las maneras, las particularidades de la(s) persona(s) notoria(s), se muestran señoríos y gentilezas; o tal vez lo que se capte sean las "adecuadas" aptitudes actorales para concretar representaciones persuasivas ante las cámaras, (AUT.VS:61).
Produce impacto en la audiencia la visibilización de espectacularidades confrontadoras, como en los casos de ataques y denuncias escandalosas. Para defenderse, la entidad o persona atacada debe utilizar dichos, apelar a la palabra. Esto muy difícilmente convoque el mismo nivel de atención que la imagen sensacional con su impacto logra. El atacado está en desventaja, y usualmente la televisora tampoco le da la oportunidad de hacer su descargo. Por una selección de criterio, la culpabilización recae sobre el atacado, se han condicionado simpatías/antipatías públicas, (SARTORI:96).

## Novedades convocantes, transubjetividad, modelamiento sentimental
Ante los acontecimientos que un cierto número de emisoras de televisión muestran, surge la pregunta sobre su valor formativo: ¿están convocando o no al procesamiento de una salud vincular en la comunidad receptora? Además, una tergiversación se ha constatado: muchos de esos hechos puestos en foco son pseudoacontecimientos fabricados por la misma televisión: El que quiere quejarse de algo va a la emisora primeramente para conseguir que pongan en pantalla su actividad, se crea la noticia. Una vez logrado el interés de la televisora, el quejoso monta su demostración callejera, su bloqueo de caminos, con el convenio previo para que allí estén las cámaras. Las imágenes corresponden exactamente a un hecho real, no son trucos de edición, ni la incidencia está protagonizada por teatristas; lo que es falso es la escena misma, montada artificiosamente de arriba abajo, (DURANDIN:71). La televisión es en este sentido dañina, promueve la concertación de esos malos ejemplos, (SARTORI:94). Los defensores del discurso mediático aducen para defender su juego, al sostén de su fuente de trabajo; tienen que producir la novedad, lo raro, aunque tengan que exponer en sus reportes, pongamos por caso, a sus entrevistados en situaciones que los agredan, (AUT.VS:68). El posmodernismo del "todo vale", partidario de la "flexibilización", y adverso a la construcción regulada y constatable del conocimiento, busca un mundo escapista con relaciones descontextualizadas y en el cual reine "la vivencia del momento". Para esa tendencia, el pensamiento conceptual es culpable de "colocar rótulos"; el llamar a las cosas por su nombre le es un límite inaceptable. 
La emotivización tiene alcances implicadores, hace participar a la audiencia, la apasiona, los televisadores procuran conmover y con ello lograr simpatías hacia determinados casos, formar opiniones que acompañen los puntos de vista ("framing") de su grupo empresarial y/o partidario. Se ha planteado que como consecuencia del direccionamiento temático que los medios ejercen, resultan diálogos comunitarios y adquisición de consenso, un aprendizaje socialmente cohesivo. Las mediciones, al respecto de esta función convocante para un acuerdo colectivo sobre lo que conviene debatir, función que se origina en las agendas temáticas de los medios, señalan, con diferencias locales, que la gente se acerca más entre sí, como resultado de su recepción de los mensajes mediáticos, (AUT.VS:238-239, 260). La coordinación que logra esta función convocante tiene sus ponderaciones: las mediciones de convergencia social precisan, más ciertamente, que quienes leen más prensa escrita proporcionalmente convergen más, y también es mayor la convergencia dialogal, en aquellas personas que llevan una exposición moderada (1 h por día) a la TV.
Desde el punto de vista de la política gubernamental: la video-política ardorosa y/o sentimental, rompe el equilibrio entre pasión y raciocinio; Para administrar la polis es necesario el logos, a la sazón: .. el buen sentido correlacionante que en la palabra conceptualmente reside, (Ferrater MORA). El saber es principalmente logos; Proveyendo emotividades, la industria de las imágenes hace daño con apasionamientos fuera de tiempo y lugar, (SARTORI:115). Para el entendimiento cabal de los contenidos sensibles, es requerimiento el de una organización del sentido que los elabore y habilite, para una práctica social cohesiva y constructiva, salvándose así los espectadores de las incongruencias conflictivas entre sus ámbitos de pertenencia y de referencia. Esto depende de la sapiencia y salud con que se procesen los contenidos sensibles referenciales, en operaciones mentales inteligentes que posibiliten el intercambio verbal, (JODELET).
El público como un "target" homogéneo, con subjetividades que se sientan igualizadas, es una ficción de igualitarismo popularesco, que se asienta y se procesa por el argumento puesto en escena, argumento que es un mito escenificado principalmente con argumentaciones visuales. En calidad de espectadoras, las personas participan del argumento que se les sirve: Una sucesión de escenas argumentativas basadas sobre un mito en proceso, que es la estructuración de una unidad libidinal ilusoria: Ficción de la homogeneidad de todos los cuerpos en un deseo fantasmático, así se les promueve a las personas el intento para que se sientan representadas en la demostración que se les ostenta. Se tienden como lazos de intercambio, sin fundamento experiencial alguno, sentimientos de unificación societaria y cómplice, entre los "animadores" y el público, en una mezcla donde cualquier cosa puede ingresar, (De BIASE:78,99). Las continuidades internas de esas imágenes de sí que les actúan los personajes en la pantalla, y los sentimientos inducidos por los dramas del escenario establecido, tienden a definir la relación de cada persona que aviste tales actuaciones, con su ámbito colectivo, (MALFÉ). Las emociones y sentimientos que en los espectadores vicariamente se han movilizado, constituyen un modelado o aprendizaje que potencialmente redunda, en los avistadores, como comportamientos sociales similares a los que tuvieron observados, (BANDURA). En gran proporción los acontecimientos mostrados refieren hechos violentos, ataques hacia alguien o algo, agitaciones, altercados, conflictos. Se sigue de ello un aprendizaje vicario; los daños pueden reescenificarse y crecer, en una multiplicación videocrática, si no se declaran apropiada y certeramente las ligazones de esos avistajes con el campo político y con la historia.

## Información o persuasión
La promoción de subjetividades clientes va a la par de la promoción de aquellos hechos que complacen a un público ávido de novedades, las personas responsables quedan en la sombra, el "modelo empresarial" con su exitismo y espectacularidad, desbanca otros modelos de relación sin versores de aprovechamiento comercial, que son dejados de lado. "El sistema de información se transforma en un sistema de comercialización", (De BIASE:104). Ahora bien, debido a dos factores: 1) La insuficiencia de poder adquisitivo, en gran parte de quienes están sumados al público dirigido por los mecanismos de incentivación del consumo. 2) Y aunque parte de la población acceda a los productos-divisa que se les muestra. De un modo u otro, la frustración está asegurada. Porque el bienestar humano y duradero no provendría de un "tener" sino de un "ser". Y porque, aún en quienes satisfacen el ansia material promovida hacia los fetiches del consumo, su insatisfacción vital es nuevamente aprovechada por el modelo empresarial, que explota en ellos el sentimiento de frustración existencial, ya que el bienestar por haberlos adquirido es volátil, con el hacerles creer que su felicidad depende de la adquisición de otro producto... ¡nuevo!, éste sí que los vitalizará. La exaltación de los mecanismos de consumo está diseñada para persuadir y dominar las mentes, interfiriendo las pautas de pensamiento autónomas de la gente: "Un acto profundo y perturbador llevado a cabo por unos pocos contra muchos y con un propósito trivial", (De BIASE:107-108). Si las personas fuesen de veras como las pretende la videocracia: pletóricas, extrovertidas, alegrísimas, ganadoras; no tendríamos entonces más que adecuarnos a ello. Pero la esencia humana de casi todos, lamentablemente, se orienta mucho por los caminos del conocimiento veraz, por los que tal vez encuentre sin exultancias algo de felicidad. "El mundo real no es espectáculo y el que lo convierte en eso deforma los problemas y nos desinforma sobre la realidad", (SARTORI:95).

## Consideraciones finales
«Es bueno para el individuo, es bueno para la sociedad y hasta es bueno para la economía en sentido estrecho, el que la gente sea creativa e independiente y libre. Todo el mundo sale ganando de que la gente sea capaz de participar, de controlar sus destinos, de trabajar con otros; Puede que eso no maximice los beneficios ni la dominación, pero ¿por qué tendríamos que preocuparnos de esos valores?» Noam Chomsky
El divisor de aguas que es de aprontar como decisivo, es el de reducir las existencias o ampliarlas: se reducen cuando las personas pasan al estado de reificaciones conducibles, o por el contrario se amplían cuando la gente es provista de elementos de juicio que desarrollan a las personas en su autonomía. Esta línea divisoria compete a la totalidad del espectro comunicativo-informativo; no solamente considera la comunicación visual o multimediática. La adversidad entre avistaje de imágenes y pensamiento conceptual, toma distancia de ser una oposición definida por los medios que se empleen: no es cuestión de situar la televisión por un lado, y la lectura de textos por el otro. La contradicción está en el que se someta a la gente, como uno de los términos, o en que se la empodere, como proceso opuesto, pero esto no consiste en una oposición simplista entre el individuo y su mundo sociocultural. No obstante, los medios de comunicación de masas, con la TV a la cabeza, son adversos para la difusión del pensamiento profundo (no es actividad que haga funcionar rápida y eficazmente la maquinaria de hacer dinero). La mercantilización de todo trabajo y proyecto (el "modelo de negocios empresarial"), inficiona cada aspecto de la vida. Al indagar sobre la actualidad encuadrada por tal o cual medio, cabe preguntarse por la secuencia que para cada persona está representándose, ¿cuál destino se nos está versionando? Si se priorizan en la generalidad de la comunicación las consideraciones de orden redituable, esta tendencia conduce a promover clientela emocional, por lo tanto a un mayor empleo de los recursos visuales. Ante esa dominancia, una de las defensas es que las personas avaloren la palabra propia, activarla críticamente para hacer camino a sus objetivos reales.

### Artículo de Wikipedia en Francés
- Vidéocratie

### Artículo de Wikipedia en inglés
- Videocracy